# カムラン
カムラン（ベトナム語：Cam Ranh / 柑欞  発音）は、ベトナム南中部地方カインホア省南部の都市である。

## 人口
人口137,510人（2017年）。ニャチャンに次ぎ、カインホア省で2番目に大きい都市である。

## 地理
カムラン湾に面す。面積は316 km²である。

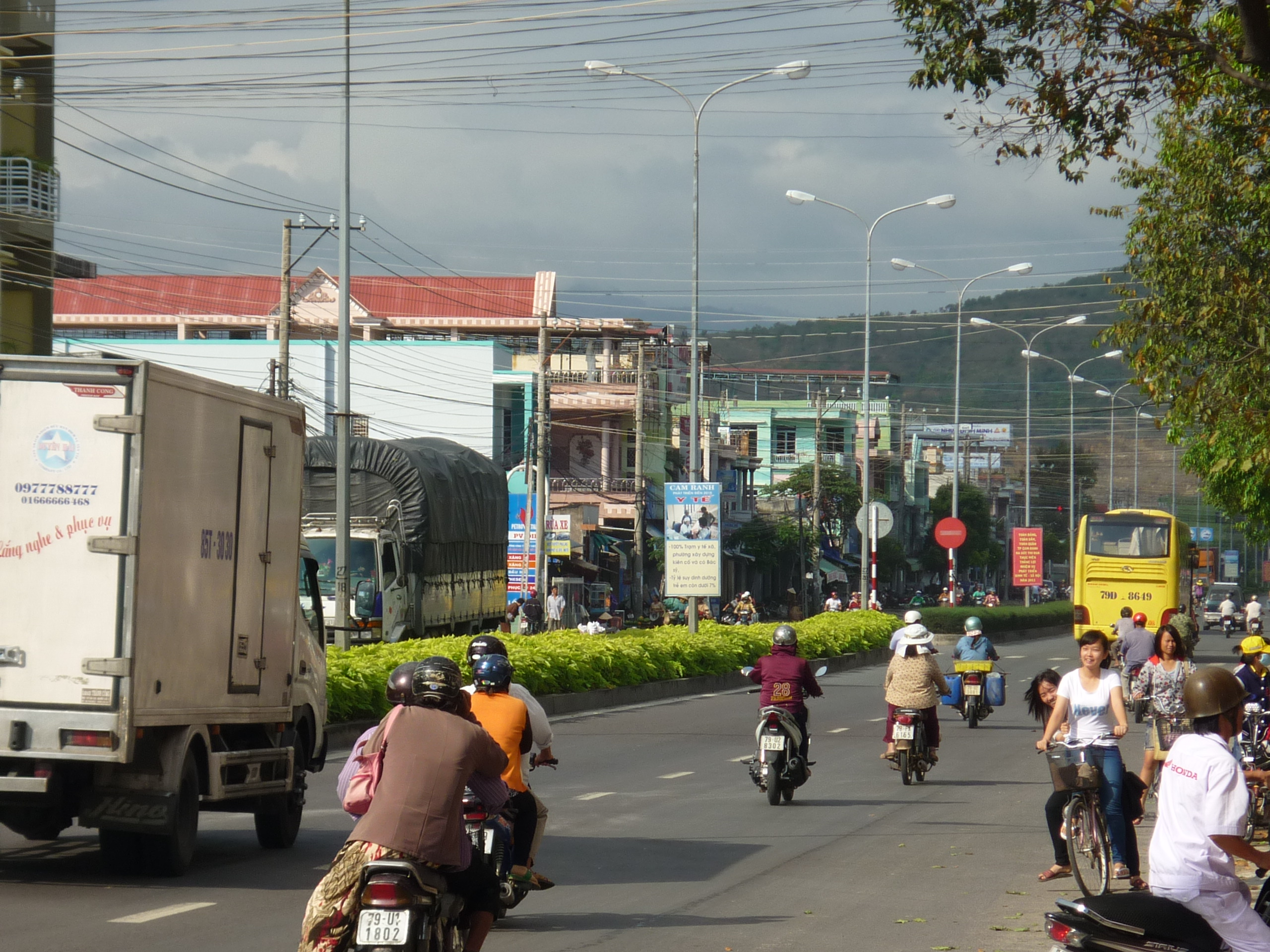
カムランの通り

## 行政区画
以下の9坊6社から構成される。
- バゴイ坊（Ba Ngòi / 巴外）
- カムリン坊（Cam Linh / 柑靈）
- カムロック坊（Cam Lộc / 柑祿）
- カムロイ坊（Cam Lợi / 柑利）
- カムギア坊（Cam Nghĩa / 柑義）
- カムフー坊（Cam Phú / 柑富）
- カムフックバク坊（Cam Phúc Bắc / 柑福北）
- カムフックナム坊（Cam Phúc Nam / 柑福南）
- カムトゥアン坊（Cam Thuận / 柑順）
- カムビン社（Cam Bình / 柑平）
- カムラップ社（Cam Lập / 柑立）
- カムフオックドン社（Cam Phước Đông / 柑福東）
- カムタインナム社（Cam Thành Nam / 柑城南）
- カムティンドン社（Cam Thịnh Đông / 柑盛東）
- カムティンタイ社（Cam Thịnh Tây / 柑盛西）

## 交通
- カムラン国際空港
- バゴイ港 - 国際商業港。近隣の経済圏をカバーする海上交通の重要な中心地である。